# Zreče
Zreče – wieś w Słowenii, siedziba gminy Zreče. 1 stycznia 2018 liczyła 2922 mieszkańców.

## Miasta partnerskie
- Sedbergh, Wielka Brytania